# Oloví
Oloví es una localidad situada en el distrito de Sokolov en la región de Karlovy Vary, República Checa. Tiene una población estimada, a principios del año 2022, de 1597 habitantes.
Está ubicada al norte de la región, cerca de la orilla del río Ohře —un afluente izquierdo del río Elba—, y a poca distancia al sur de la parte occidental de los montes Metálicos y de la frontera con Alemania.